# Williams FW08
Williams FW08/C je Williamsov dirkalnik Formule 1, ki je bil v uporabi v sezonah 1982 in 1983, ko so z njim dirkali Keke Rosberg, Derek Daly, Jonathan Palmer in Jacques Laffite. Skupno so z njim zbrali šestinpetdeset nastopov na dirkah Formule 1, na katerih so dosegli tri zmage in še šest uvrstitev na stopničke. 
Dirkalnik je debitiral na šesti dirki sezone 1982 za Veliko nagrado Belgije, ko je Rosberg osvojil drugo mesto. Tudi sicer se je finski dirkač mnogo bolj izkazal kot Daly, saj je do konca sezone dosegel še zmago na dirki za Veliko nagrado Švice in še tri uvrstitve na stopničke. Za sezono 1983 so pripravili izboljšano različico dirkalnika FW08C, ki pa se ni izkazal za tako dobrega kot osnovna različica. Sicer je Rosberg ponovno dosegel eno zmago na dirki za Veliko nagrado Monaka, toda ob tem le še eno uvrstitev na stopničke, kar je uspelo tudi Laffitu, tako da je moštvo sicer ponovilo četrto mesto v konstruktorskem prvenstvu kot sezono prej, toda z dvaindvajsetimi točkami manj. V sezoni 1983 je Rosberg zmagal tudi na neprvenstveni dirki Race of Champions.

## Popolni rezultati Formule 1
(legenda) (Odebeljene dirke pomenijo najboljši štartni položaj)
| Leto | Moštvo                          | Motor                | Gume | Dirkači | 1   | 2    | 3    | 4   | 5   | 6   | 7    | 8   | 9   | 10  | 11  | 12  | 13  | 14  | 15  | 16  | Toč | Prv |
| ---- | ------------------------------- | -------------------- | ---- | ------- | --- | ---- | ---- | --- | --- | --- | ---- | --- | --- | --- | --- | --- | --- | --- | --- | --- | --- | --- |
| 1982 | Williams Grand Prix Engineering | Cosworth V8          | G    |         | JAR | BRA  | ZZDA | SMR | BEL | MON | VZDA | KAN | NIZ | VB  | FRA | NEM | AVT | ŠVI | ITA | LVE | 58  | 4.  |
| 1982 | Williams Grand Prix Engineering | Cosworth V8          | G    | Rosberg |     |      |      |     | 2   | Ret | 4    | Ret | 3   | Ret | 5   | 3   | 2   | 1   | 8   | 5   | 58  | 4.  |
| 1982 | Williams Grand Prix Engineering | Cosworth V8          | G    | Daly    |     |      |      |     | Ret | 6   | 5    | 7   | 5   | 5   | 7   | Ret | Ret | 9   | Ret | 6   | 58  | 4.  |
| 1983 | Williams Grand Prix Engineering | Cosworth V8 Honda V6 | G    |         | BRA | ZZDA | FRA  | SMR | MON | BEL | VZDA | KAN | VB  | NEM | AVT | NIZ | ITA | EU  | JAR |     | 36  | 4.  |
| 1983 | Williams Grand Prix Engineering | Cosworth V8 Honda V6 | G    | Rosberg | Ret | Ret  | 5    | 4   | 1   | 5   | 2    | 4   | 11  | 10  | 8   | Ret | 11  | Ret | 5   |     | 36  | 4.  |
| 1983 | Williams Grand Prix Engineering | Cosworth V8 Honda V6 | G    | Laffite | 3   | 4    | 6    | 7   | Ret | 6   | 5    | Ret | 12  | 6   | Ret | Ret | DNQ | DNQ | Ret |     | 36  | 4.  |
| 1983 | Williams Grand Prix Engineering | Cosworth V8 Honda V6 | G    | Palmer  |     |      |      |     |     |     |      |     |     |     |     |     |     | 13  |     |     | 36  | 4.  |